# Genaro de Carvalho
Genaro Antonio Dantas de Carvalho (Salvador, 10 de novembro de 1926 — Salvador, 2 de julho de 1971) foi um pintor e tapeceiro brasileiro. Apesar de ter iniciado sua carreira como pintor, acabou por encontrar na tapeçaria o suporte e meio de expressão de sua pintura e desenho. É considerado o pioneiro da tapeçaria moderna no Brasil.
Em 1944, aos 17 anos, participa do 1° Salão de Arte Americana, na Associação Cultural Brasil-Estados Unidos, em Salvador. Foi a primeira vez que os integrantes da primeira geração de modernistas da Bahia - Genaro de Carvalho, Carlos Bastos e Mário Cravo Júnior - expuseram seus trabalhos, ao lado de uma grande maioria de pintores acadêmicos.
Incentivado pelo pai, pintor amador, Genaro começou a pintar desde criança. Ainda em 1944 vai para o Rio de Janeiro estudar desenho na Sociedade Brasileira de Belas Artes, onde estuda com Henrique Cavalleiro. Ao mesmo tempo, participava do movimento de renovação artística no seu estado, junto com Mário Cravo Júnior, Carlos Bastos, Rubem Valentim e Carybé, entre outros.  Em 1949 viaja para Paris, como bolsista do governo francês, e estuda na École nationale supérieure des beaux-arts e no ateliê  do  teórico da arte e pintor cubista André Lhote (1885 - 1962), que também foi mestre de Tarsila do Amaral e Iberê Camargo, assim como Fernand Léger (1881 – 1955), cujo ateliê Genaro teria igualmente frequentado. A princípio, produziu pinturas com forte influência cubista e do fauvismo de Matisse. Não satisfeito com a pintura de cavalete, procurava novo meio de expressão. Tentou o mosaico, chegando a realizar alguns trabalhos, e o vitral. Na capital francesa, Genaro participa de diversos salões de artes plásticas e toma contato com a tapeçaria mural, começando a pesquisar essa técnica. Dessa pesquisa, resulta, em 1950, no seu primeiro trabalho, Plantas Tropicais, feito ainda na França. Finalmente descobrira na tapeçaria mural a expressão que procurava.
Retorna ao Brasil em 1950, participando da 1ª Bienal de São Paulo. No mesmo ano, já em Salvador, recebe a encomenda e inicia o mural "Festas Regionais" (com 50 m de comprimento e 4 m de altura, em campo circular) em afresco seco para o restaurante do Hotel da Bahia, inaugurado em 1952 (atual Wish Hotel da Bahia).
A arte de Gernaro, de vocação decorativista e desprovida de qualquer intenção política, tinha, como temas predominantes, árvores, flores e pássaros. Sem uma ligação direta com o artesanato, sua obra traz, no entanto,  elementos da tapeçaria popular e referências ao folclore baiano.
Além da tapeçaria, o desenho e a pintura acompanharam-no até a sua última fase e apresentam um tema que não ocorre nas tapeçarias - a figura feminina, para a qual, muitas vezes, Genaro teve como modelo a sua esposa, a artista plástica Nair de Carvalho (1933). Com formas exuberantes, a mulher é representada em composições planas, geralmente com um fundo decorativo preenchido por flores e folhas estilizadas.